# Eburia ovicollis
Eburia ovicollis es una especie de escarabajo longicornio del género Eburia, tribu Eburiini, familia Cerambycidae. Fue descrita científicamente por Leconte en 1873.
Se distribuye por México y Estados Unidos.

## Descripción
La especie mide 14,8-24 milímetros de longitud. El período de vuelo ocurre en los meses de abril, mayo, junio, julio, agosto y septiembre.